# Lamprogrammus
Lamprogrammus (Synonym: Bassobythites Brauer, 1906) ist eine Gattung von Meeresfischen aus der Familie der Bartmännchen (Ophidiidae). Sie kommt weltweit in tropischen und subtropischen Ozeanen vor und lebt dort in Tiefen von 200 bis 4000 Metern.

## Merkmale
Lamprogrammus sind langgestreckte, seitlich abgeflachte Fische, die sich von vorn nach hinten immer mehr verjüngen. Rücken-, Schwanz- und Afterflosse sind zu einem durchgehenden Flossensaum zusammengewachsen. L. shcherbachevi wird über 190 cm lang, L. brunswigi erreicht eine Maximallänge von etwa einem Meter, die übrigen Arten bleiben kleiner. Das Maul ist endständig, die Zähne klein und körnig. Die Anzahl der Branchiostegalstrahlen liegt bei 8. Ein bezahnter Bereich auf der Basibranchiale (Knochen an der Basis des Kiemenbogens) kann vorhanden sein oder fehlen. Das Präoperkulum ist nach hinten nicht erweitert. Die Seitenlinie ist mit kleinen Schuppen bedeckt. Darunter liegen senkrecht angeordnete, spindelförmige Neuromasten, von denen jeder auf einer großen, länglichen Schuppe befestigt ist. Den adulten Exemplaren fehlen die Bauchflossen. Lamprogrammus-Arten haben 11 bis 14 Rumpfwirbel.

## Arten
Es gibt fünf Arten:
- Lamprogrammus brunswigi (Brauer, 1906)
- Lamprogrammus exutus Nybelin & Poll, 1958
- Lamprogrammus fragilis Alcock, 1892
- Lamprogrammus niger Alcock, 1891
- Lamprogrammus shcherbachevi Cohen & Rohr, 1993

## Lebensraum
Kleinere Arten der Gattung leben in Tiefen von 200 bis 4000 Metern, die größeren nah des Meeresbodens in Tiefen von 1000 bis zu 4000 Metern.